# SN 2002bs
SN 2002bs – supernowa typu Ia odkryta 11 marca 2002 roku w galaktyce IC4221. W momencie odkrycia miała maksymalną jasność 15,50m.